# Šonov u Nového Města nad Metují
Šonov u Nového Města nad Metují (německy Schönau) je jihovýchodní část obce Provodov-Šonov v okrese Náchod. V roce 2009 zde bylo evidováno 215 adres. V roce 2001 zde trvale žilo 554 obyvatel.
Šonov u Nového Města nad Metují je také název katastrálního území o rozloze 5,57 km2.

## Historie

### Třinácté století
Ve 13. století, v období velké vnější kolonizace, dostal zdejší kraj v povodí Metuje ke kolonizaci rod Načeraticů. První písemná zmínka o Šonově pochází z roku 1300, takže lze předpokládat vznik vesnice ve druhé polovině třináctého století. Ještě v roce 1254 se na místě obce uvádějí „hvozdy, náležející ke hradu Homoli.“
Zatímco původně pod náchodské panství patřilo i Krčínsko, nově založený Šonov byl zřejmě samostatný. Lokátory nebo jedněmi z prvních vlastníků byli zřejmě zemané starého českého rodu Šonovských ze Šonova. Odpovídalo by tomu zdvojené jméno, které zřejmě převzali po obci. Je možné, že tito zemané nějakým způsobem souviseli s rodem Ronoviců, se kterými měli společnou ostrev v rodovém erbu. V každém případě byl Šonov jejich prvním místem pobytu, jak ukazuje jejich jméno.
Výklad jména vsi naznačuje možnost reklamního záměru pro snadnější získání osídlenců, v překladu z němčiny znějící Na krásné nivě. Zanedlouho bylo jméno zřejmě počeštěno na Šonov. Možná souvisel Šonov ve svých začátcích nějakým způsobem s benediktýny, kterým počátkem třináctého století připadl sousední starší Provodov, a to v době mezi lety 1253, kdy bylo přeneseno z Provodova do Police n. Metují tržní právo, a rokem 1305, kdy Provodov pronajali. I benediktýni měli ve znaku ostrev a při osídlování Broumovska založili ves stejného jména – Šonov. Oba Šonovy leží v blízkosti zemských hranic, takže se nabízí i vysvětlení jména z tohoto pohledu.
Lokátoři měli za úkol nechat novou vesnici rozměřit na díly k výstavbě obydlí a k obdělávání půdy. Zároveň museli zajistit její osídlení. V případě Šonova došlo pravděpodobně k vyměření celé vsi najednou, s hospodářským dvorem, zemanskou tvrzí a statky podél potoka. Lze předpokládat, že, jak se v ústním podání traduje, tvrz šonovských zemanů stávala na místě dnešního čísla popisného 36 (u Peštů) na Malé Straně, v sousedství starého rybníka. Není však známo, zda původní starý rybník (dnešní zástavba s prodejnou na louce) byl založen současně s nově vzniklou vsí nebo až později. Do šonovské zemanské tvrze patnáctého století zasadil Alois Jirásek postavu vladyky Jana Rozvody Šonovského ve své novele Maryla.
Je-li uvedený předpoklad správný, středověká zemská stezka, v obci zvaná Hradečnice, byla na dohled z tvrze. Hospodářský dvůr se mohl rozkládat za čísly popisnými 122–125, v nížině pod dnešní Orelnou; v těchto místech býval i pozdější Strakův dvůr, který mohl navázat na starší hospodářství. Záznamy uvádějí, že „starý dvůr stál údajně na bahnitém místě a byl patrně zčásti dřevěný.“
Lze se domnívat, že i založení Šonova mohlo souviset s blízkostí zemské brány. Hlavní zemská brána se nacházela v náchodském průsmyku, kdežto vedlejší stezka zřejmě přecházela bražecké sedlo. Nad bražeckou cestou je vrch Branka, poblíž stával les Strážiště a kdesi nad hájovnou (dnešní čp. 38) měla být podle Hrašeho umístěna strážnice. Pokud by tomu tak bylo, mohl Šonov tvořit zázemí k této strážnici. Svou roli mohla hrát i dnes již zaniklá osada Sklopce, která se měla nacházet někde mezi dnešní Přibyslaví a Dobenínem.

### Čtrnácté století
Šonovští vladykové nepůsobili ve vsi po dlouhou dobu. Z nějakých důvodů ji opustili již během čtrnáctého století, protože ves v té době spadla pod náchodské panství pánů z Dubé. Je možné, že jim nestačila k obživě, jméno Šonovských se však udrželo až do dnešní doby. Náchodští páni prodali část Šonova, pravděpodobně několik statků na horním konci, Janovi z Potštejna, majiteli tehdy již samostatného Krčína. Sami si ponechali část vsi u dvora. Cesta Hradečnice mohla v té době již vést od Hradce přes vznikající vesnice k Dobenínu. Hradec (Králové) byl v té době druhým nejvýznamnějším městem v zemi, hned po Praze.
Opuštěná zemanská tvrz, pravděpodobně převážně dřevěná, jistě chátrala a časem zanikla, i když na jejím místě se osídlení patrně udrželo. Do dnešní doby patří k číslu popisnému 36 velká část louky, přiléhající ke stavení (říkalo se zde Na ohradě). V ústním podání se tradovalo, že zde při přejíždění povozů po dvoře bylo slyšet dunění. Dokonce se měly při zemních výkopech najít nějaké předměty, snad keramické střepy nebo peníze. Mluvilo se také o chodbě, vedoucí z tvrze ke kostelu na Dobeníně. Ve sklepě starého stavení čp. 36 u Cihlářů bylo vidět cihlami zazděný obloukový vchod. Pokud to byla tajná chodba, jistě odtud nevedla ke kostelu. Přesto je ve starších kronikářských záznamech uvedeno propadnutí panského povozu pod Václavicemi, které údajně odkrylo zbytky jakési chodby.

### Patnácté století
Ve století patnáctém vlastnil náchodskou část Šonova se dvorem loupeživý Jan Kolda ze Žampachu. To by vysvětlovalo zmínku, že v roce 1441 byl Šonov zcela vypálen Slezany. Jednalo se tedy pravděpodobně pouze o část, patřící v té době Koldovi. V roce 1484 došlo k prodeji krčínského panství Janu Černčickému z Kácova. Šlo o krčínskou tvrz, poplužní dvůr, městečko Krčín, vsi Nahořany, Dolsko, Libchyni a části vesnic Doubravice, Šonova (horní konec), Vrchovin, Přibyslavi a Mezilesí.

### Šestnácté století
Jan Černčický přenesl v roce 1503 práva Krčína na nově založené Město Nové Hradiště nad Metují (Nové Město n. Met.). Tím přešla i horní část Šonova pod novoměstské panství. V roce 1527 prodal Jan Černčický své panství Vojtěchovi z Pernštejna. Novému majiteli postoupil zámek, město, hrad Výrov, tvrze v Černčicích a Krčíně, městečko Krčín se, selskými dvory a kromě toho také vesnice a jejich dvory a mezi nimi i Šonov. Vesnice Šonov se v té době patrně skládala pouze z několika statků a chalup (zřejmě se jednalo opět pouze o horní část vsi).
Před rokem 1540 získali náchodskou část (dolní konec se dvorem) páni Strakové z Nedabylic. K tomu v roce 1564 přikoupil rytíř Jan starší Straka novoměstskou část Šonova, sestávající z osmi statků, od Jana ze Stubenberku, pro svého syna Jana Jiřího. Vytvořením jednoho velkého statku se stal Šonov opět samostatným, a to ve vlastnictví rodu Straků z Nedabylic. Kolem roku 1576 si zde Jan Jiří Straka nechal vystavět nad hospodářským dvorem menší kamennou podsklepenou tvrz (na místě dnešního stavení čp. 117). V kostele sv. Václava zřídil hrobku pro svůj rod. Venkov v té době prosperoval, vládla i k větší stavební aktivita; v panském dvoře se chovalo až několik stovek ovcí.

### Sedmnácté století
Ještě v roce 1617 vlastnil syn Jana Jiřího Petr Straka ml. z Nedabylic celý Šonov. Byla to neklidná doba: odboj proti císaři, události po bitvě na Bílé Hoře, švédská tažení v době třicetileté války. Šonovský dvůr byl několikrát vydrancován, nic nevynášel, naopak byl zatížen dluhy. Nakonec Petru Strakovi nezbylo než veškerý svůj majetek prodat - tvrz, dvůr poplužní s pozemky a ves s krčmou výsadní a kovárnou - v roce 1641 bývalou náchodskou část majiteli náchodského panství Ottaviu Piccolominimu a v roce 1643 bývalou novoměstskou část zpět držiteli novoměstského panství Walterovi Lesliemu.
Nový majitel náchodské části Šonova nechal tvrz zčásti pobořit a její zachovalou část i dvůr opravit. Později tvrz patrně již pouze chátrala, až zanikla docela. Její zdi byly zbořeny, ale „pěkné a pevné sklepy vídati bylo ještě po roce 1800.“ V roce 1646 vypálili Šonov Švédové.
Kritický stav země po válce, rozvrácené hospodářství, zpustošené vesnice, opuštěné usedlosti a velké přesuny obyvatel vedly k potřebě evidence. Podle provedeného soupisu bylo v roce 1651 napočítáno v Šonově pouhých 32 obyvatel. Před rokem 1680 byl šonovský dvůr (náchodská část) počítán za devět „osedlých.“
V roce 1696 bylo v Šonově uváděno celkem 36 stavení s 80 obyvateli.

### Osmnácté století
Po požáru dosavadního dřevěného dvora v nížině pod tvrzí byl vystavěn dvůr nový. Nejspíše opět zčásti dřevěný dvůr byl přemístěn na výhodnější vyvýšené místo nad tvrzí. Není známo, kdy přesně k tomu došlo. Kolem roku 1797 dal majitel náchodského panství Petr Biron, vévoda Kuronský, tento šonovský dvůr celý zbořit. Na jeho místě nechal vybudovat zděný dvůr, pojjmenovaný Dorotin: Anna Charlota Dorothea von Medem byla vévodova manželka. Náchodská část Šonova zahrnovala v roce 1820 dvůr, myslivnu, kovárnu, půl sedláka a 17 chalup. V tomto století bylo zavedeno povinné číslování domů.

### Devatenácté století
V roce 1840 bylo v obci celkem 75 čísel popisných. Statistika obyvatel dobenínské kolatury uvádí k roku 1851 v Šonově 85 popisných čísel, v nichž bydlelo 526 obyvatel. K tomuto počtu je třeba přičíst ještě 68 podruhů, u nichž není záznam o místě jejich pobytu. V Šonově tedy žilo v roce 1851 celkem 594 obyvatel v 85 domech.

## Galerie

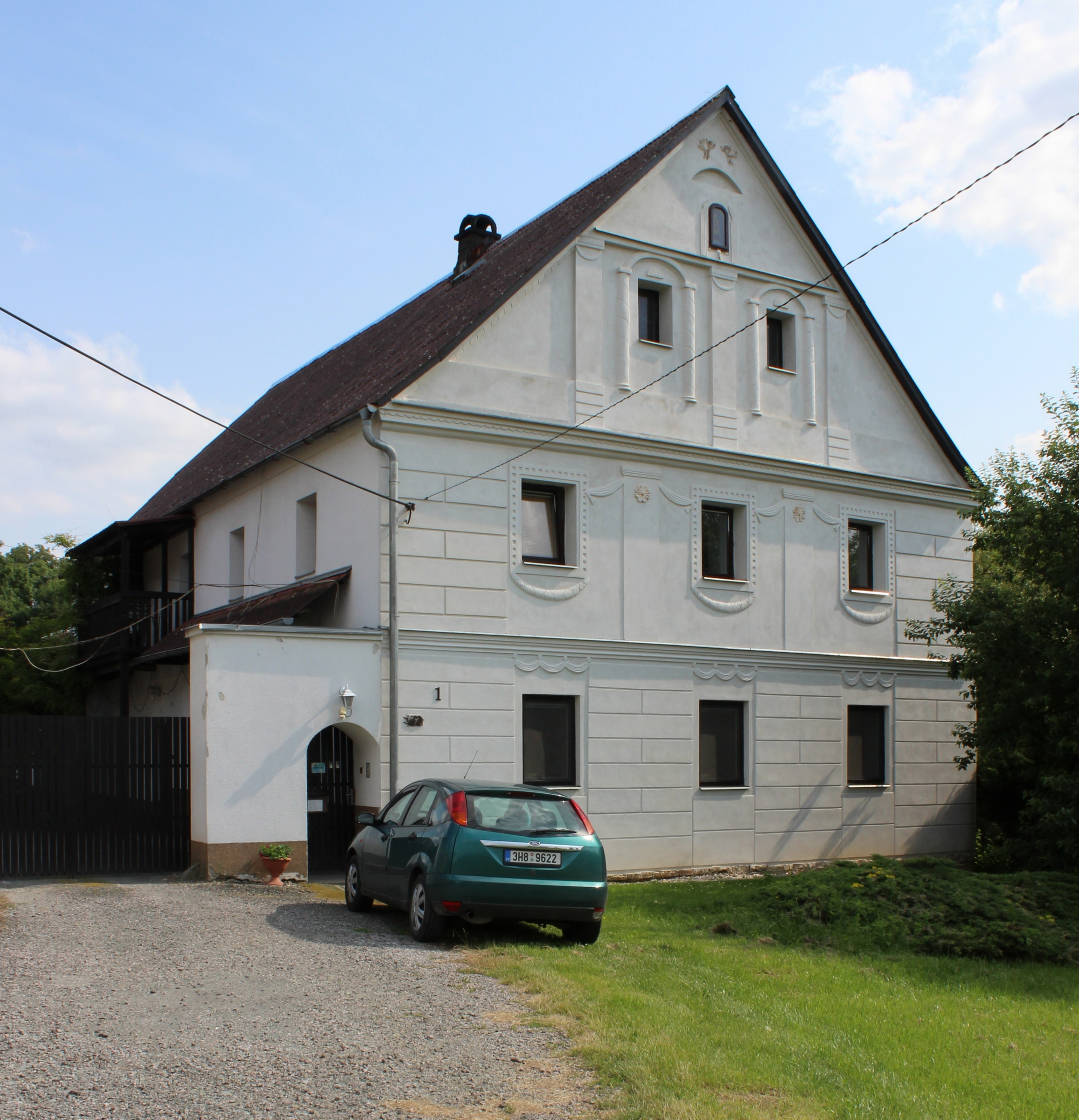
Statek č.p. 1
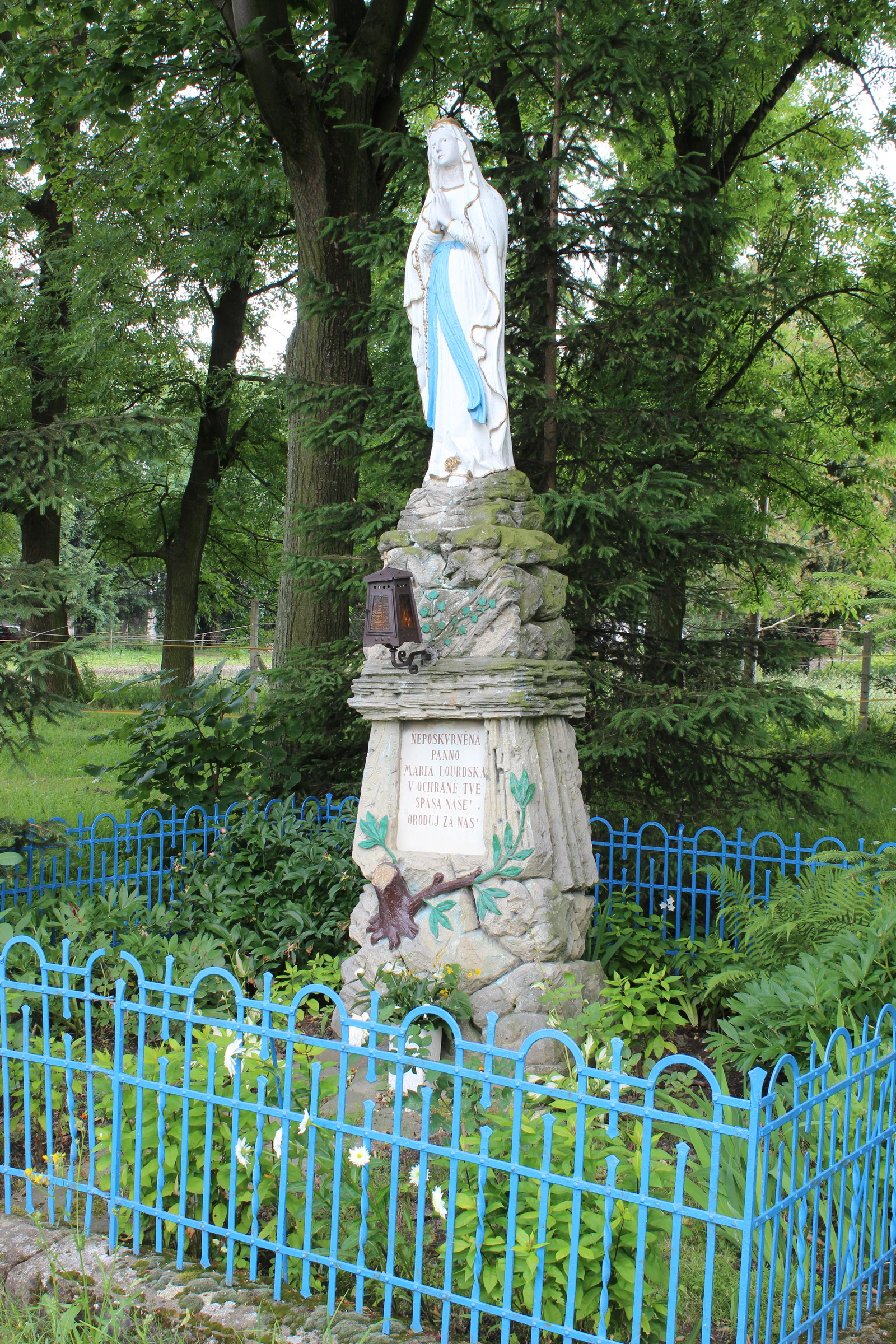
Socha Panny Marie
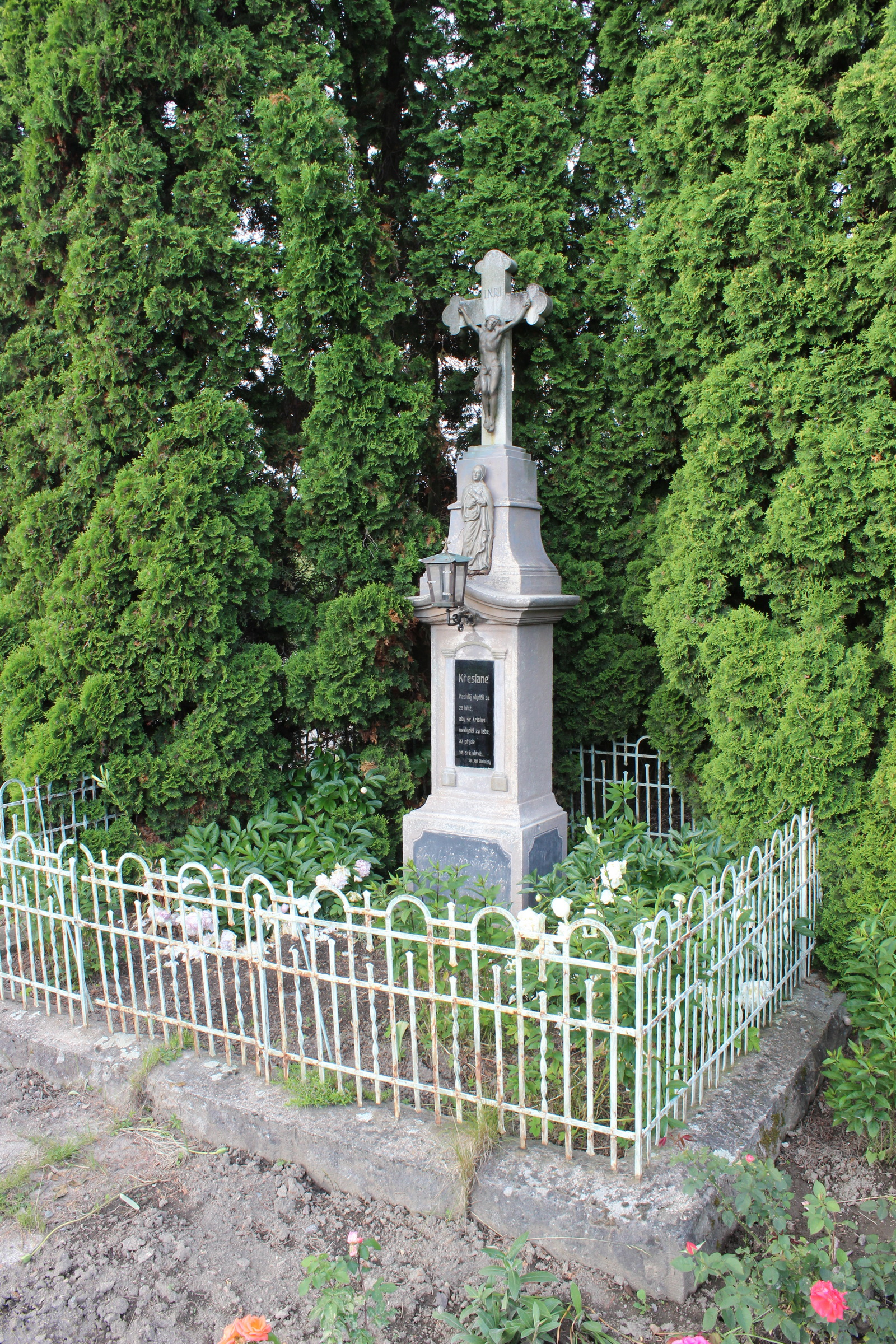
Křížek
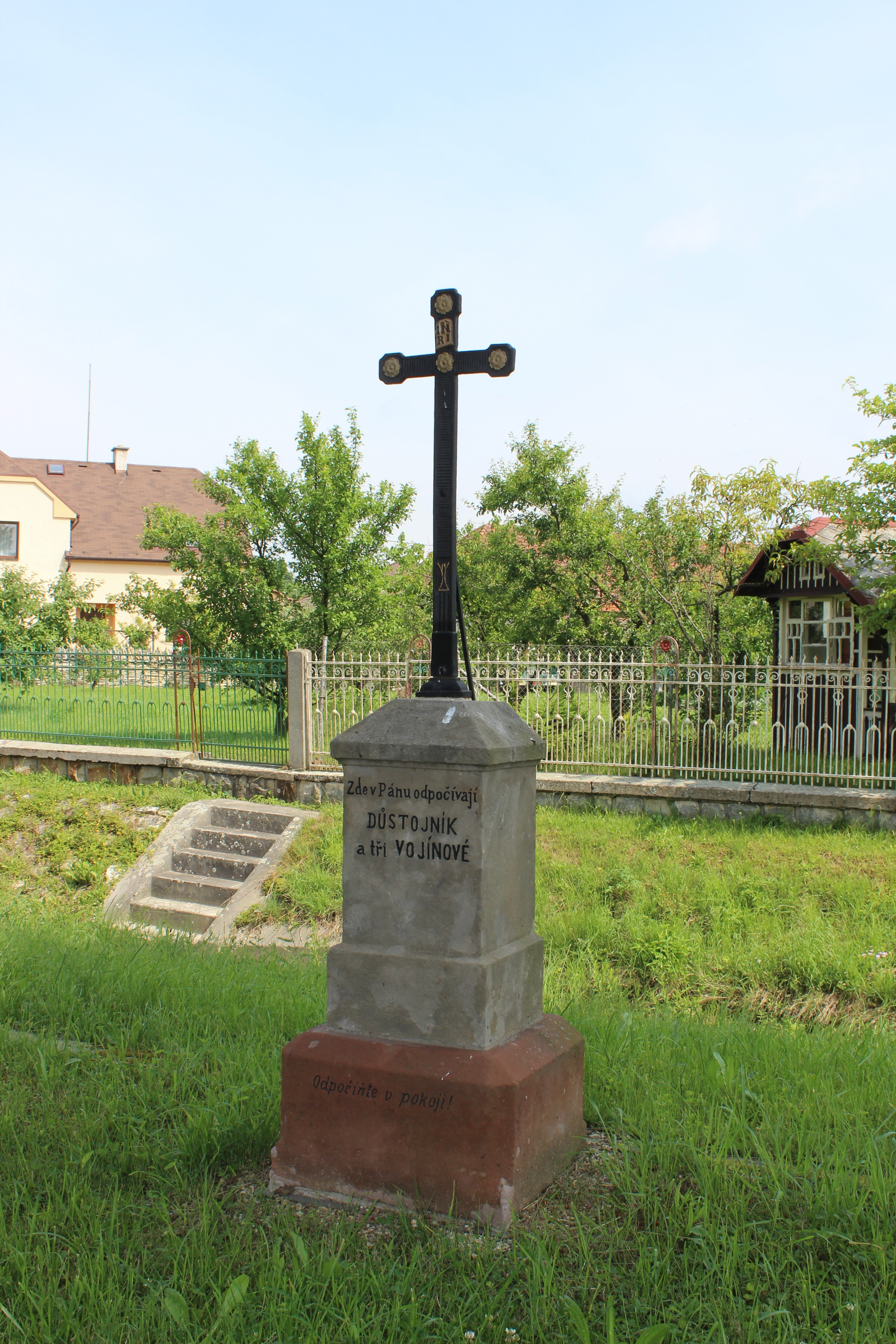
Pomník obětem prusko-rakouské války u zvoničky.
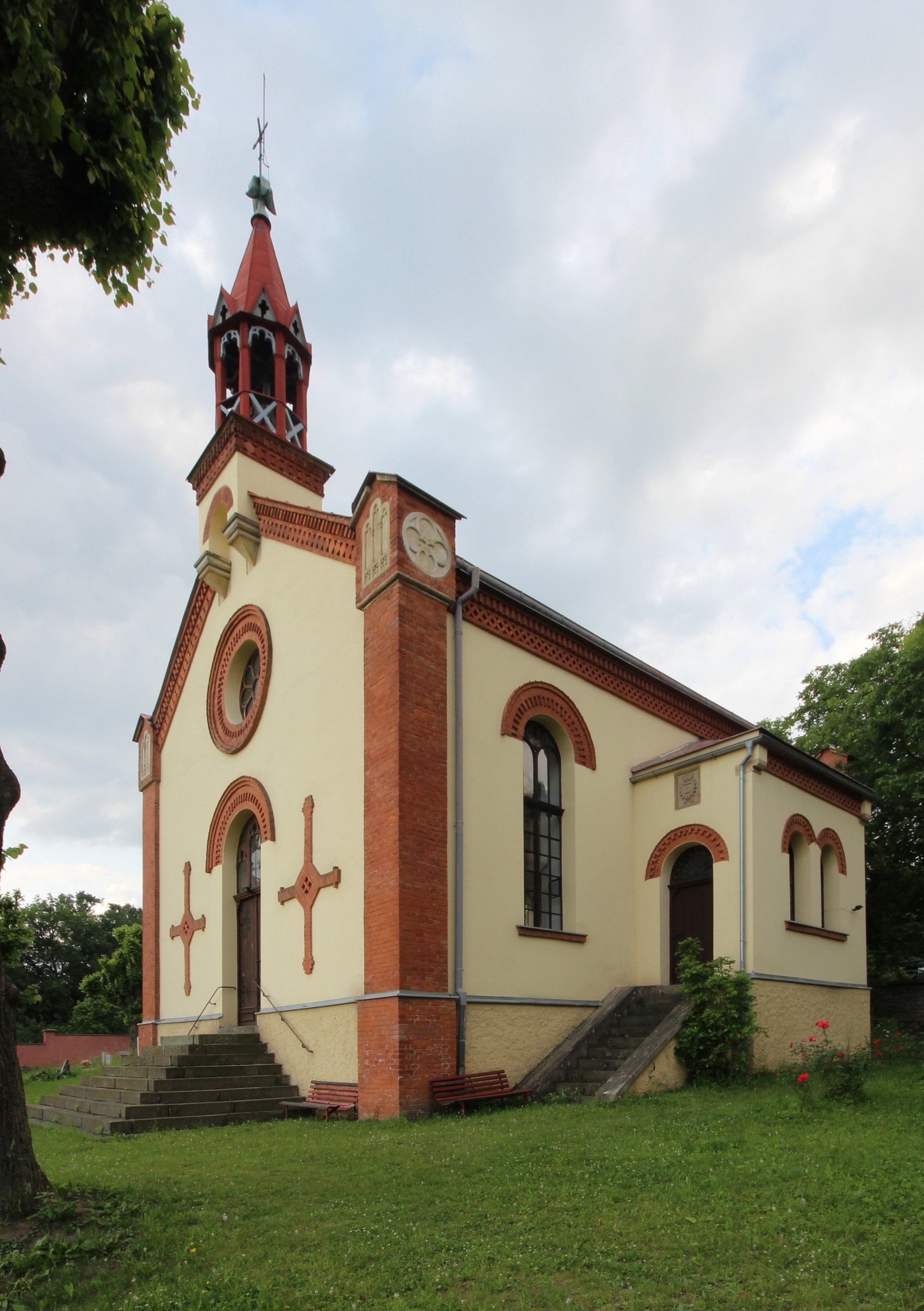
Evangelický kostel v Šonově
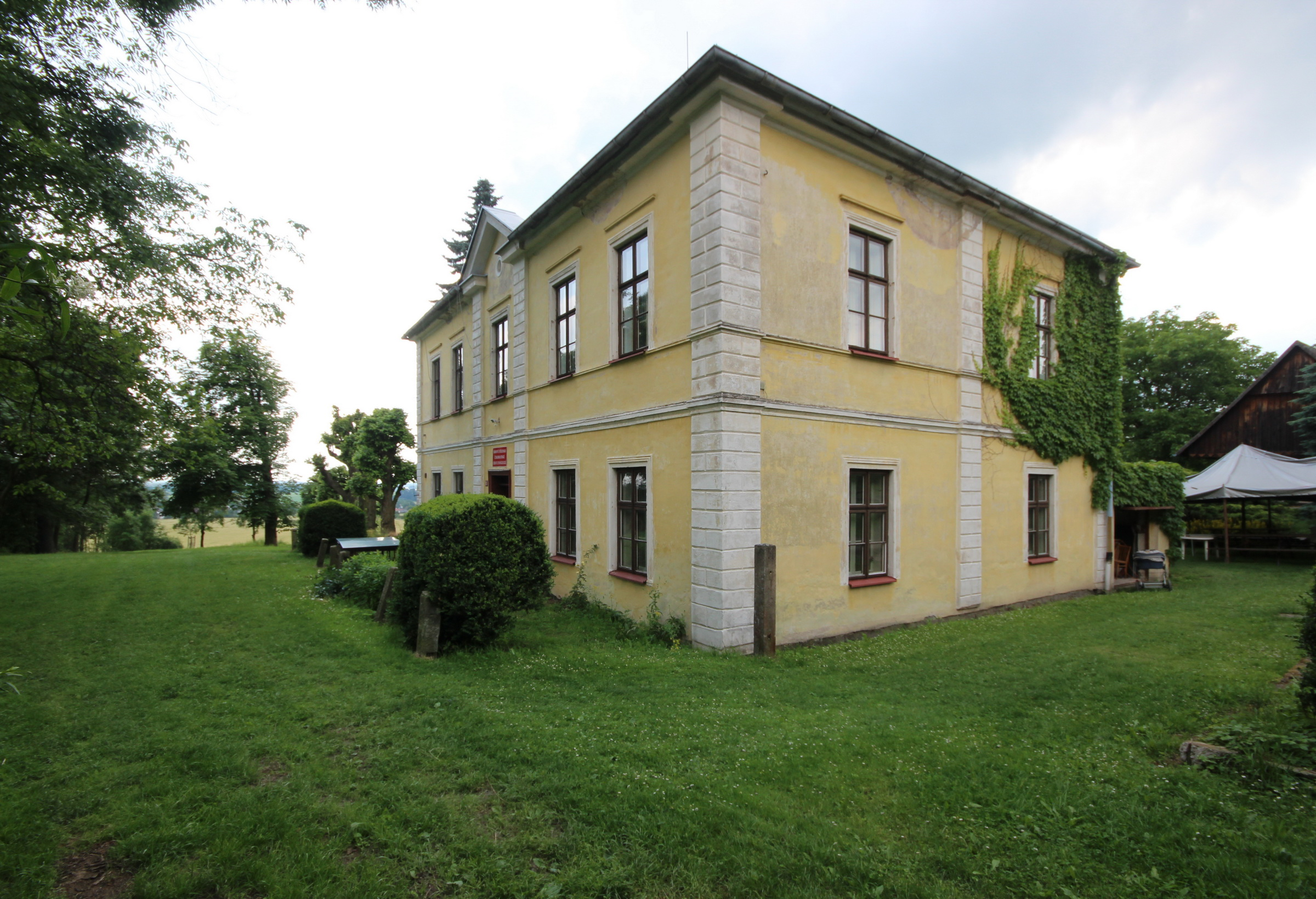
Fara u evangelického kostela
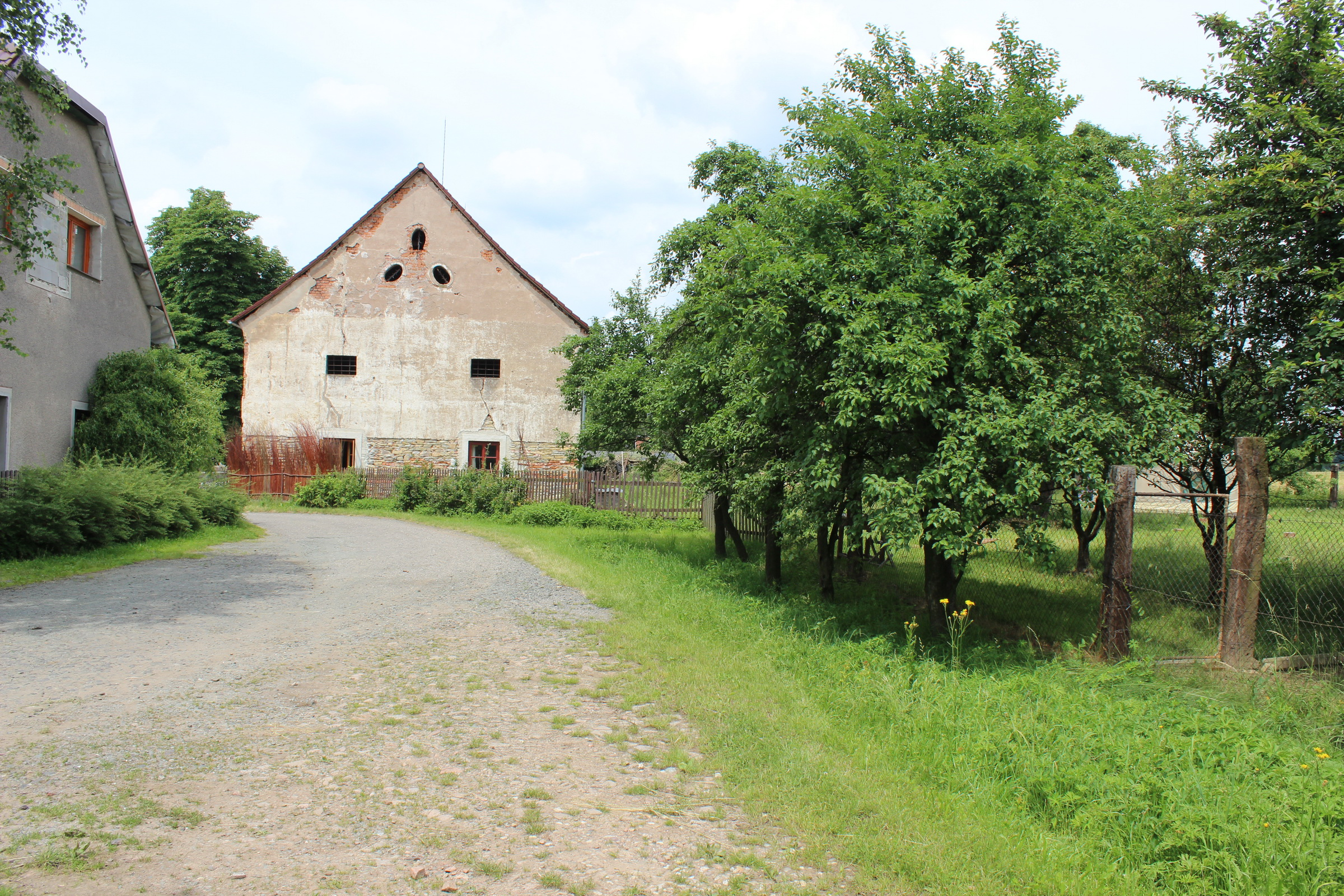
Dům čp. 23
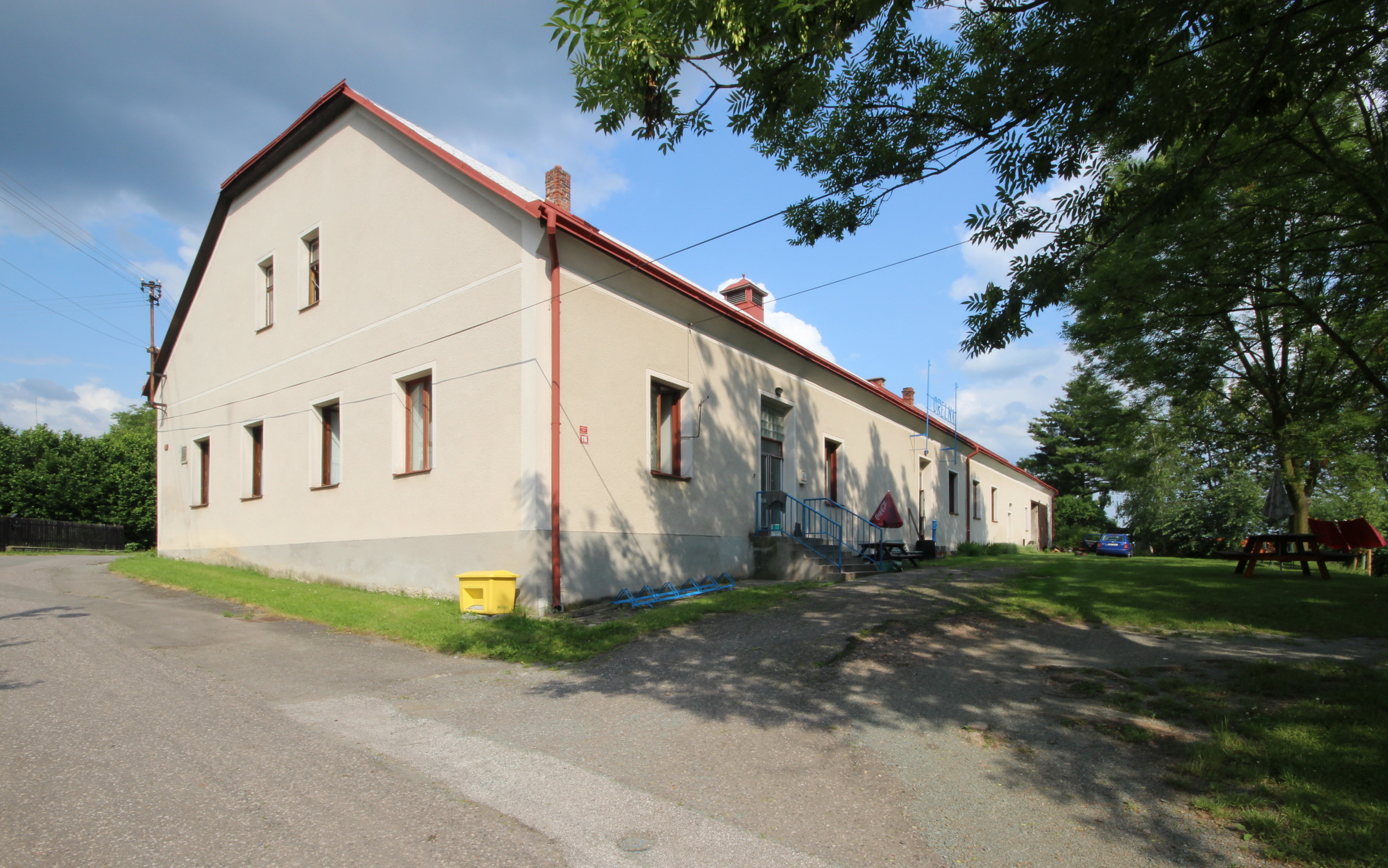
Orelna v Šonově
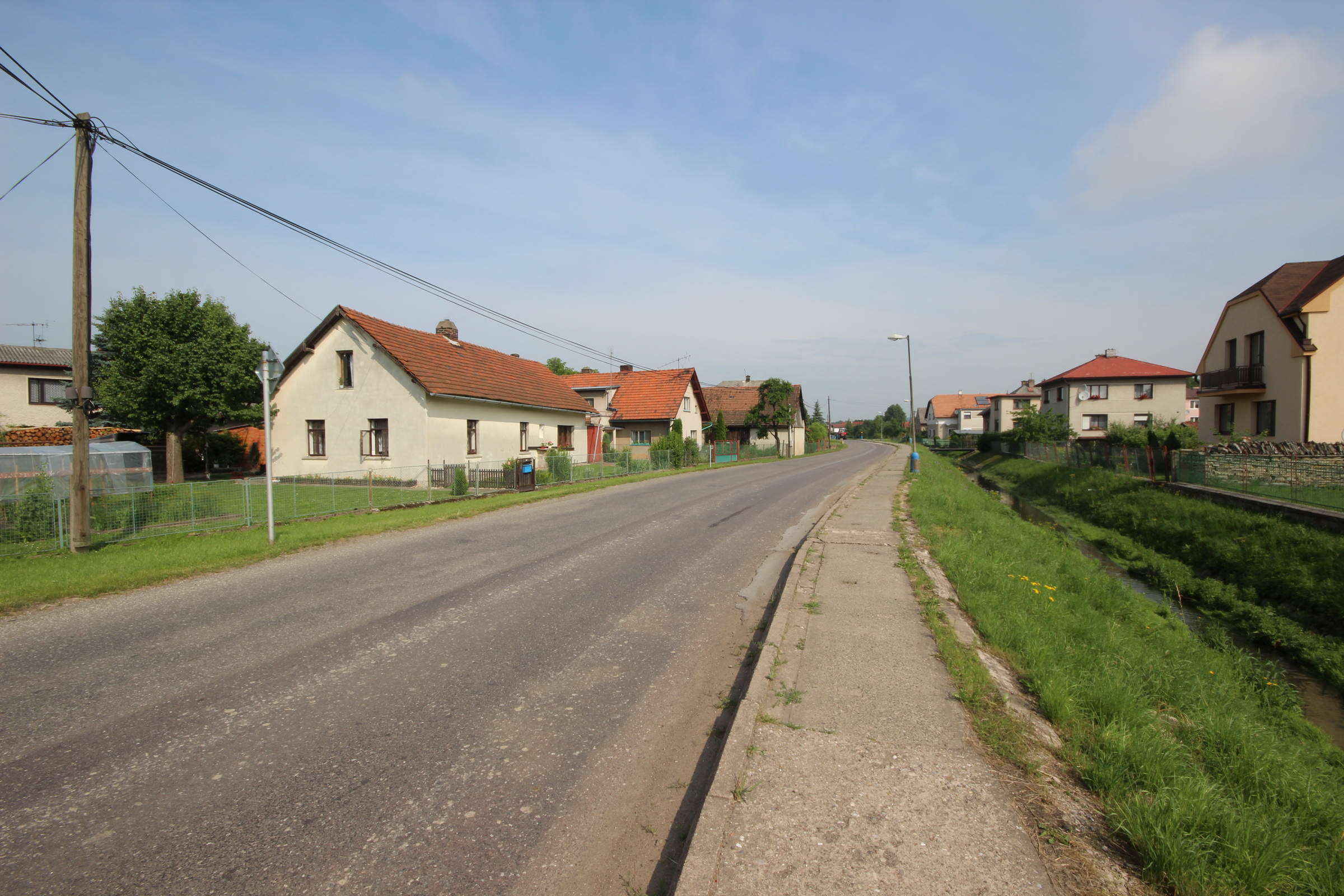
Šonov u Nového Města nad Metují